# Madretsch
Madretsch (toponimo tedesco; in francese Mardrez, desueto) è una frazione di 12 861 abitanti del comune svizzero di Bienne, nel Canton Berna (regione del Seeland, circondario di Bienne).

## Storia

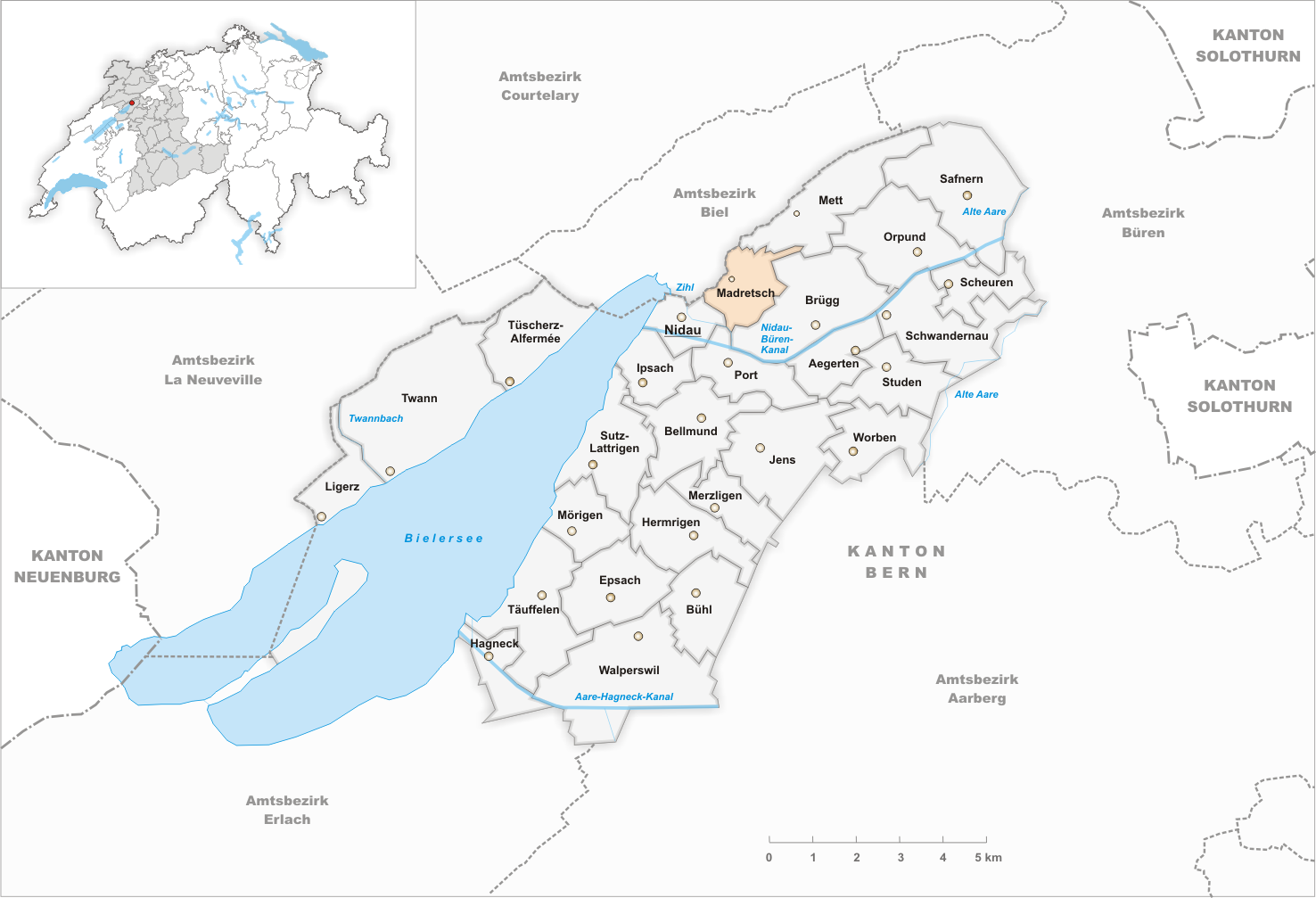
Il territorio del comune di Madretsch prima degli accorpamenti comunali del 1920

Già comune autonomo che apparteneva al distretto di Nidau e che si estendeva per 2,36 km², nel 1920 è stato accorpato a Bienne assieme all'altro comune soppresso di Mett.

## Società

### Evoluzione demografica
L'evoluzione demografica è riportata nella seguente tabella:
Abitanti censiti

## Geografia antropica

### Quartieri

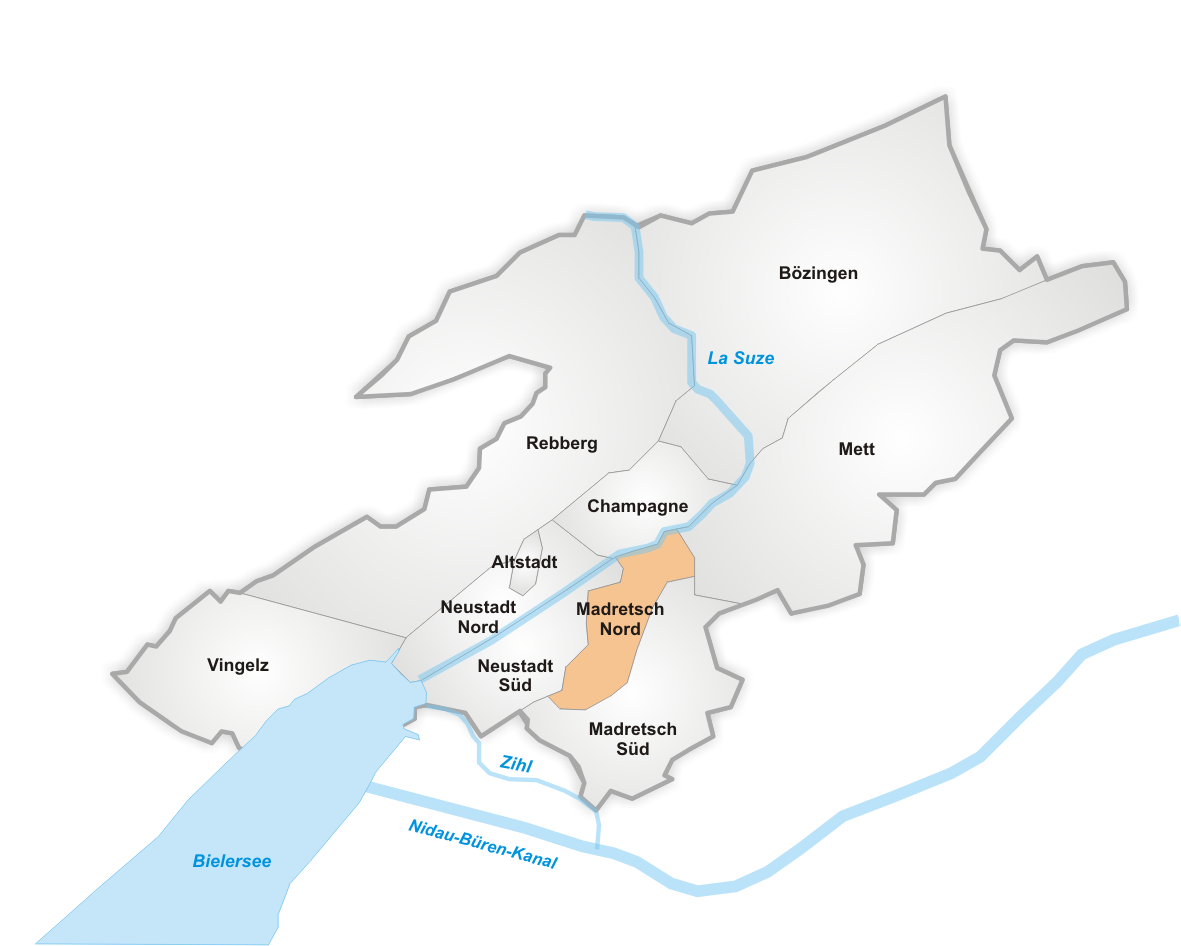
Il quartiere di Madretsch Nord nel territorio di Bienne

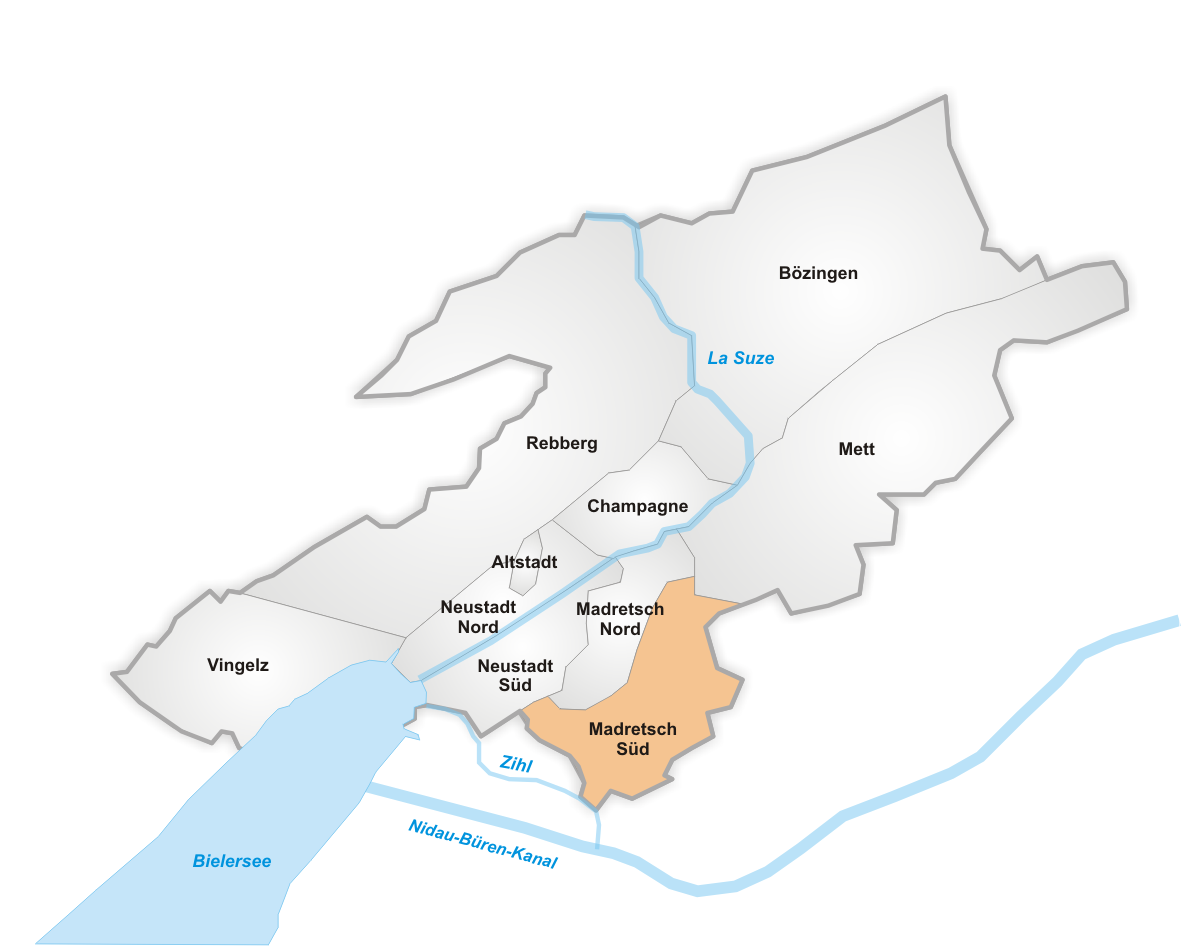
Il quartiere di Madretsch Süd nel territorio di Bienne

Il territorio dell'ex comune di Madretsch è stato suddiviso in due quartieri di Bienne, Madretsch Nord (0,69 km², 4 458 abitanti nel 2015) e Madretsch Süd (1,67 km², 8 403 abitanti nel 2015).

## Amministrazione
Ogni famiglia originaria del luogo fa parte del comune patriziale che ha la responsabilità della manutenzione di ogni bene comune.